# Campionato mondiale di scherma 2003
Il Campionato mondiale di scherma si è svolto all'Avana a Cuba.
Le competizioni sono iniziate il 5 ottobre e sono terminate l'11 ottobre 2003.
Sono stati assegnati sei titoli femminili e sei titoli maschili:
- femminile
  - fioretto individuale
  - fioretto a squadre
  - sciabola individuale
  - sciabola a squadre
  - spada individuale
  - spada a squadre
- maschile
  - fioretto individuale
  - fioretto a squadre
  - sciabola individuale
  - sciabola a squadre
  - spada individuale
  - spada a squadre

## Risultati

### Uomini
| Evento                          | Oro                                                                            | Argento                                                               | Bronzo                                                                    |
| Spada                           |                                                                                |                                                                       |                                                                           |
| Spada individuale (dettagli)    | Fabrice Jeannet                                                                | Maksym Chvorost                                                       | Ulrich Robeiri Vitalij Zacharov                                           |
| Spada a squadre (dettagli)      | Russia Pavel Kolobkov Sergej Kočetkov Aleksej Selin Igor' Turčin               | Germania Jörg Fiedler Norman Ackermann Christoph Kneip Wolfgang Reich | Svezia Fredrik Nilsson Robert Dingl Péter Vánky Magnus Malmgren           |
| Fioretto                        |                                                                                |                                                                       |                                                                           |
| Fioretto individuale (dettagli) | Peter Joppich                                                                  | Simone Vanni                                                          | Andrea Cassarà Brice Guyart                                               |
| Fioretto a squadre (dettagli)   | Italia Andrea Cassarà Salvatore Sanzo Simone Vanni Marco Ramacci               | Cina Wang Haibin Wu Hanxiong Ye Chong Zhou Rui                        | Germania Dominik Behr Ralf Bißdorf Peter Joppich André Weßels             |
| Sciabola                        |                                                                                |                                                                       |                                                                           |
| Sciabola individuale (dettagli) | Volodymyr Lukašenko                                                            | Mihai Covaliu                                                         | Domonkos Ferjancsik Aldo Montano                                          |
| Sciabola a squadre (dettagli)   | Russia Sergej Šarikov Stanislav Pozdnjakov Aleksej Jakimenko Aleksej D'jačenko | Ungheria Domonkos Ferjancsik Kende Fodor Balázs Lengyel Zsolt Nemcsik | Ucraina Dmytro Bojko Volodymyr Lukašenko Oleh Šturbabin Vladyslav Tretjak |

### Donne
| Evento                          | Oro                                                                               | Argento                                                                     | Bronzo                                                                        |
| Spada                           |                                                                                   |                                                                             |                                                                               |
| Spada individuale (dettagli)    | Natalija Konrad                                                                   | Maureen Nisima                                                              | Cristiana Cascioli Na Li                                                      |
| Spada a squadre (dettagli)      | Russia Karina Aznavurjan Oksana Ermakova Tat'jana Logunova Anna Sivkova           | Germania Claudia Bokel Imke Duplitzer Britta Heidemann Marijana Markovic    | Ungheria Adrienn Hormay Ildikó Mincza Tímea Nagy Hajnalka Tóth                |
| Fioretto                        |                                                                                   |                                                                             |                                                                               |
| Fioretto individuale (dettagli) | Valentina Vezzali                                                                 | Sylwia Gruchała                                                             | Aida Mohamed Roxana Scarlat                                                   |
| Fioretto a squadre (dettagli)   | Polonia Sylwia Gruchała Magdalena Mroczkiewicz Anna Rybicka Małgorzata Wojtkowiak | Russia Ekaterina Juševa Svetlana Bojko Evgenija Lamonova Viktorija Nikišina | Romania Laura Badea-Cârlescu Roxana Scarlat Cristina Stahl Zsofia Lazăr-Szabo |
| Sciabola                        |                                                                                   |                                                                             |                                                                               |
| Sciabola individuale (dettagli) | Dorina Mihai                                                                      | Tan Xue                                                                     | Gioia Marzocca Aleksandra Socha                                               |
| Sciabola a squadre (dettagli)   | Italia Ilaria Bianco Gioia Marzocca Rosanna Pagano Alessandra Lucchino            | Cina Bao Yingying Huang Haiyang Zhang Ying Tan Xue                          | Azerbaigian Jelena Amirova Elena Zhemaeva Anjela Volkova Janna Siukajeva      |

## Medagliere
| Posizione | Nazione     |    |    |    | Totale |
| --------- | ----------- | -- | -- | -- | ------ |
| 1         | Italia      | 3  | 1  | 4  | 8      |
| 2         | Russia      | 3  | 1  | 0  | 4      |
| 3         | Ucraina     | 2  | 1  | 1  | 4      |
| 4         | Germania    | 1  | 2  | 1  | 4      |
| 5         | Francia     | 1  | 1  | 2  | 4      |
| 5         | Romania     | 1  | 1  | 2  | 4      |
| 7         | Polonia     | 1  | 1  | 1  | 3      |
| 8         | Cina        | 0  | 3  | 1  | 4      |
| 9         | Ungheria    | 0  | 1  | 3  | 4      |
| 10        | Azerbaigian | 0  | 0  | 1  | 1      |
| 10        | Bielorussia | 0  | 0  | 1  | 1      |
| 10        | Svezia      | 0  | 0  | 1  | 1      |
| Totale    | Totale      | 12 | 12 | 18 | 42     |